# Hormisa
Hormisa is een geslacht van vlinders van de familie spinneruilen (Erebidae), uit de onderfamilie Herminiinae.

## Soorten
- H. absorptalis Walker, 1858
- H. bivittata Grote, 1877
- H. iteinalis Viette, 1956
- H. litophora Grote, 1873
- H. orciferalis Walker, 1858
- H. oxymoralis Viette, 1956